# Austorc de Galhac
Austorc de Galhac (fl. XIV secolo) è stato un trovatore occitano attivo nel XIV secolo, originario di Villelongue-d'Aude, e rettore nel 1366 dell'università di Tolosa.
Di lui ci resta una canzone religiosa mariana, Verges humils, on totz fis pretz s'atura, che ottenne nel 1355 (o 1356) la violeta ai Jeux floraux.
La canso è di cinque strofe di otto endecasillabi e una tornada di quattro, a rima incrociata (ABBACDDC), con metà delle rime femminili o parossitone collocate ai versi 1°, 4°, 5° e 8° di ogni strofa.
Canso
Verges humils, on totz fis pretz s'atura,

en vos lausar pausaray mon desir:

quar etz vaisels on gaug no pot falhir.

Mayres de Dieu, am resplenden figura,

de vos nasquec la nostra medecina.

Cambra d'onor, rays declarat e lumps,

aygla rials, plena de bos costumps,

vos etz luzentz mai qu'emerauda fina.

Frug vertuos, en vos floris e grana

gaug senes fi, quar etz fontz de dossor,

digna de laus per vostra gran valor.

Le fils de Dieu pres de vos carn humana,

donna plazentz; en vos fec residensa

vergenetat, ses nuls corompemen;

mirals d'onor, vos datz gaug excellen

a tug aquilh que us portan reverensa.

[...]

TORNADA

Perla d'onor, que l mon caytieu resigne,

secoretz me, que no sia dampnatz:

quar vos etz fons d'on nays pur amistat,

per que m gardatz de l'infernal maligne.
Umil vergine, ove ogni valor pare

a voi laudare piace al mio desire:

ché il vaso se' ove gioia non può fallire.

Madre di Dio, splendente figura,

da voi nacque la nostra medicina.

Dimora d'onor, raggio apparso e luce,

aquila real, piena di bei costumi,

lucente sei più che smeraldo fine.

Frutto virtuoso, in voi fiori e seme

gioia infinita, fonte di dolzore,

degna di lode per il gran valore.

Di Dio il figlio prese in voi carne umana,

donna piacente; in voi fe' residenza

verginità, senza niun corruzione;

specchio d'onore, date gioia eccellente

a ognun che a voi porta riverenza.

[...]

TORNADA

Perla d'onore, a che il mal mondo smetta,

soccorrimi, che io non sia dannato:

perché sei fonte d'amicizia pura,

che togliemi dall'infernal maligno.